# Anna & Ferg
Anna & Ferg är en EP av Anna Ternheim och Dave Ferguson, utgiven 2012.

## Låtlista

### A
1. "The Great Divide" (Jack Route, Johnny Cash)
2. "Baby's Gone" (Jack Clement)

### B
1. "Coming to the Dance" (Allen Reynolds, Charles Cochran)
2. "I Will Dance" (Jack Route, Johnny Cash)

### Fotnoter
1. ↑  ”Anna & Ferg”. Discogs.com. http://www.discogs.com/Anna-Ferg-Anna-Ferg/release/3400736. Läst 17 maj 2012.